# Не віддавай королеву
«Не віддавай королеву» — радянський художній телефільм 1975 року, знятий на Кіностудії ім. О. Довженка.

## Сюжет
Телефільм за мотивами «Барбінських повістей» Сергія Сартакова. Костя Барбін і Ілля Шахворостов — матроси теплохода, що курсує по Єнісею. Вони дружили з дитинства, але виросли різними за своїми поглядами на життя, моральним устоям…

## У ролях
- Михайло Єзепов — Костя Барбін
- Людмила Куковенко — Маша Терскова
- Наталія Гущина — Шура Корольова
- Олексій Плавинський — Ілля Шахворостов
- Володимир Іванов — Вася Тетерєв, боцман
- Ігор Сретенський — батько Маші
- Вацлав Дворжецький — академік Домарьов
- Микола Лебедєв — Іван Дем'янович, капітан
- Георгій Дворников — Тумарк
- Василь Вітер — Длінномухін
- Микола Гудзь — Андрій Петрович, інженер
- Олександр Бєліна — Андрій
- Віктор Маляревич — Леонід, практикант
- Станіслав Кабешев — Петро Фігурнов
- Сергій Іванов — Кошич
- Владлен Паулус — Віталій Антонович
- Маргарита Кошелєва — Діна
- Сергій Свєчніков — Геннадій
- Сергій Баденщіков — Льонька, брат Кості
- Геннадій Шумілов — Альошечка
- Людмила Лобза — пасажирка, «родичка Іллі»
- Раїса Пироженко — пасажирка, «родичка Іллі»
- Сергій Нікулін — епізод
- Вероніка Переверзєва — листоноша
- Юрій Мисєнков — епізод
- Борис Лук'янов — покупець квасу
- Ізабелла Павлова — мама Шури
- Ольга Реус-Петренко — епізод
- Іван Бондар — робітник
- Іван Матвєєв — робітник
- Віктор Півненко — робітник
- Борис Болдиревський — будівельник

## Знімальна група
- Режисер-постановник — Олег Ленціус
- Сценарист — Олена Каплинська
- Оператор-постановник — Борис М'ясников
- Композитор — Євген Зубцов
- Художник-постановник — Георгій Прокопець
- Режисер — Олег Фіалко
- Оператор — Ю. Тимощук
- Звукооператор — Георгій Парахніков
- Редактор — Т. Колесниченко
- Монтажер — Доллі Найвельт
- Художник по костюмах Л. Соколовська
- Художники по гриму — Яків Грінберг, М. Лапчинська
- Художник-декоратор — Микола Терещенко
- Комбіновані зйомки — оператор: Валентин Симоненко, художник: Н. Біньковський
- Директор картини — Сергій Циганков